# Euphylidorea microphallus
Euphylidorea microphallus là một loài ruồi trong họ Limoniidae. Chúng phân bố ở miền Tân bắc.